# Конрад IV (король Німеччини)
Ко́нрад Гогеншта́уфен (25 квітня 1228 — 21 травня 1254) — король Єрусалиму у 1228—1254 роках (як Конрад II), король Німеччини у 1237—1254 роках (як Конрад IV), король Сицилії у 1250—1254 роках (як Конрад I).

## Біографія
Походив з династії Гогенштауфенів. Народився на півдні Італії у 1228 році в родині імператора Фрідріха II та королеви Єрусалиму Ізабели II. Його мати померла кілька днів потому, й Конрад успадкував трон Єрусалимського королівства. Співкоролем сина став Фрідріх II. За все своє життя Конрад жодного разу не побував у Палестині, за нього правили регенти.
У 1235 році він вперше приїхав до Німеччини, де відбулися заручини з Єлизаветою Баварською. У 1237 році після падіння свого зведеного брата Генріха став новим королем Німеччини. Деякий час країною керував Зігфрід III, архієпископ Майнцький. Але вже у 1240 році Конрад IV почав активно впливати на німецькі справи.
У 1245 році папа римський Іннокентій IV відлучив від церкви Фрідріха II та Конрада IV і оголосив їх недійсними володарями Німеччини й Священної Римської імперії. Прихильники папи у 1246 році обрали свого претендента — Генріха Распе, ландграфа Тюринзького. Того ж року Распе завдав поразку Конрадові біля річки Нідда, але незабаром помер від поранень. Новим антикоролем став Вільгельм Голландський. Деякий час Конрад IV боровся, але у 1251 році зазнав поразки при Оппенгемі. Тоді, заклавши значну частину свого майна для спорядження армії, рушив до Італії, куди прибув у 1252 році. Тут він, об'єднавшись зі зведеним братом Манфредом, захопив Аквіну, Джерману, Капую, а у 1253 році — Неаполь. Але 21 травня 1254 року помер від малярії, на яку заразився під час цього походу.

## Родина
Дружина — Єлизавета (1227—1273), донька Оттона II Вітельсбаха, герцога Баварського
Діти:
- Конрад (1252—1268)